# Golfo de Tribugá
El golfo de Tribugá es un golfo del océano Pacífico ubicada al occidente del departamento de Chocó, en Colombia. Sus aguas bañan el municipio de Nuquí.
Tiene la bahía más profunda del continente americano y la segunda más profunda de la Tierra.
Al norte se ubica la ensenada de Utría, declarada parque natural en 1987.
El golfo está encerrado entre el cabo Corrientes, al sur y la punta San Francisco Solano, al norte. En su interior se encuentran las ensenadas de Arusí, Coquí, Tribugá y Utría. El golfo es franqueado al occidente por la Serranía del Baudó, cuya máxima altura, el Alto del Buey, se encuentra justo al norte del cuerpo de agua.
El golfo de Tribugá fue nombrado "Punto de Esperanza" por la organización Mission Blue de la doctora Sylvia Earle, para reconocer la importancia de la conservación de biodiversidad local.

## Puerto
El proyecto del Puerto de Tribugá se pensó en 1953 y desde entonces los conflictos ambientales, económicos y sociales no han permitido su construcción.
En octubre de 2020 el gobierno colombiano denegó la licencia para la construcción del puerto, por lo que el proyecto quedó definitivamente cancelado.